# Spiricoelotes pseudozonatus
Spiricoelotes pseudozonatus là một loài nhện trong họ Agelenidae.
Loài này thuộc chi Spiricoelotes. Spiricoelotes pseudozonatus được Jia-Fu Wang miêu tả năm 2003.